# Cancuén
Cancuén del maya q'eqchi' que significa «nudo de serpientes o lugar de serpientes», es un sitio arqueológico maya del período clásico mesoamericano, que se localiza al sur del municipio de Sayaxché, en el departamento de Petén, Guatemala y que fue ocupado desde el 300 al 950 d. C., alcanzando su máximo esplendor en la segunda mitad del siglo VIII d. C.Se determinó que el sitio fue un centro estratégico entre los ricos recursos del altiplano y las ciudades de las tierras bajas mayas. Lo que se transformó en un puerto que dirigió el sistema comercial en dirección hacia el Usumacinta. Su prestigiosa ubicación en el Río la Pasión lo posicionó entre las tierras bajas del norte y las altas del sur, posibilitando el comercio entre grandes ciudades. La ciudad también destaca en poseer un palacio que cubría casi 23.000 metros cuadrados y contenía 200 habitaciones, lo que lo convierte en el más grande del área maya, se cree que fue construido por el gobernante Taj Chan Ahk alrededor del año 770 d. C.

## Historia:
Reinado de Taj Chan Ahk:
Taj/Tajal Chan Ahk , uno de los gobernantes más poderosos de la ciudad, construyó el palacio de la ciudad en el año 770 d. C. El palacio cubría casi 23,000 metros cuadrados y contenía 200 habitaciones, lo que lo convertía en el más grande del área maya.
Masacre real
Se descubrieron varias docenas de cuerpos vestidos con ropas reales cerca de la base de la pirámide central. Las investigaciones han demostrado que los cuerpos, incluido el del entonces gobernante de la ciudad, Kan Ma'ax , fueron ejecutados y arrojados a una cisterna.  La masacre ocurrió alrededor del año 800 d. C.,  la época del colapso de la civilización maya , lo que llevó a algunos estudiosos a creer que estuvo relacionada con la convulsión que acompañó a su colapso

## Gobernantes conocidos
| Nombre                  | Reinado                                                                                               | Nombres anteriormente propuestos y traducción   |
| ----------------------- | --- | ----------------------------------------------- |
| Ki'nich K'ap K'ayal Ahk | Murió en 653                                                                                          |                                                 |
| K'iib' Ajaw             | Ascendió al trono en 656, bajo el patrocinio de la dinastía Kaanul de Calakmul, gobernó hasta el 675. | "Señor Pacaya"                                  |
| Chan Ahk Wi' Taak Chay  | Ascendió al trono en el año 677, gobernó hasta el 690.                                                |                                                 |
| Señora G1 K'awiil       | 720-740                                                                                               |                                                 |
| Taj/Tajal Chan Ahk      | 757 – 799- 800.                                                                                       | "Antorcha Tortuga del Cielo", Tajal Cha'an 'Ahk |
| Kan Ma'ax               | 800 – 805.                                                                                            | "Mono del Cielo"                                |

## Hallazgos recientes
Los hallazgos recientes han sido impresionantes y van desde cerámica muy elaborada, talleres de jade, marcadores de juego de pelota finamente tallados y el palacio más grande e impresionante de cualquier ciudad maya. Construido entre los años 765 y 790, por T'aj Cha'an Ahk', el rey que hizo de Cancuén la ciudad dominante del sur del Petén.
El recinto es una estructura de tres pisos y unos 8,2 ha con 170 habitaciones y 11 patios, en algunos lugares las paredes tienen 18 dm de espesor.
En el campo de pelota han sido encontrados tres marcadores que muestran a T'ah Cha'an Ahk' jugando este juego, también en el mismo lugar fue descubierto un panel de unas 45 kg de peso presidiendo una ceremonia en Machaquilá, una ciudad cercana localizado en el Alto La Pasión que fue su segunda capital, hasta que un siglo después esta se sublevó contra Cancuén.
Lo más importante del sitio es que se ha trabajado para que las comunidades cercanas sean las que administren y tomen decisiones sobre su lugar sagrado.